# کارلا کالو
کارلا کالو (ایتالیایی: Carla Calò؛ ‏ ۲۱ سپتامبر ۱۹۲۶ – ۲۹ دسامبر ۲۰۱۹) بازیگر اهل ایتالیا بود.
از فیلم‌هایی که وی در آن‌ها نقش داشته است، می‌توان به التهاب در حومه شهر، دوشیزه‌ای در خانواده، دختر روستایی زیبا، خدمتکار، شب‌های پرحرارت پوپیا، من و پادشاه، تسلیم و آنا، آن لذت خاص اشاره نمود.